# 고돈식
고돈식(1964년 3월 16일~)은 대한민국의 법률사무원 출신 종교인이다. 

## 학력
- 청주대학교 법학과 학사
- 감리교신학대학교 신학대학원

## 경력
- 대한민국문화체육예술총연합회 총재
- 대한민국문화체육예술총연합회 고문
- 정의사법실천연대 이사
- 국제경찰경호무술연맹 스포츠공정위원장
- 신한반도평화체제당 서울시장 대표